# الأكاديمية المصرية لعلوم الطيران
الأكاديمية المصرية لعلوم الطيران (بالإنجليزية: EAA - Egyptian Aviation Academy)‏ أو سابقاً هيئة المعهد القومي للتدريب على أعمال الطيران المدني هي مؤسسة تعليمية تعمل بنظام الشركات القابضة بهدف إعداد وتأهيل الكوادر العلمية والفنية في مجالات أنشطة التدريب على الطيران. تأسست مدرسة مصر للطيران طبقاً للمرسوم الملكي الصادر في 7 مايو 1932، وفتحت المدرسة أبوابها للطلبة في 7 يونيو عام 1932 بمطار ألماظة حتى صدر القرار الجمهوري رقم 2935 لعام 1971 بإنشاء هيئة المعهد القومي للتدريب على أعمال الطيران المدني وانضمام معهد مصر للطيران إليها، وتغير اسم المنشأة إلى الأكاديمية المصرية لعلوم الطيران طبقاً للقرار الجمهوري رقم 140 لسنة 2009. تضم الأكاديمية حالياً ثلاث كليات رئيسية هي؛ الكلية المصرية للطيران، كلية المراقبة الجوية، كلية الدراسات المتخصصة. بالإضافة إلى  معهد الهندسة وتكنولوجيا الطيران، معهد الحاسبات وتكنولوجيا معلومات الطيران والفضاء.

## تاريخ الأكاديمية
- منذ أكثر من 75 عاما خرجت مدرسة مصر للطيران للوجود في يوم 7 مايو 1932 وذلك بصدور المرسوم الملكى بإنشاء شركة مصر للطيران والتي تحمل اسم مصر وعلمها.[6]
- ولقد فتحت المدرسة إنذاك ابوابها للطلبة في 7 يونيو عام 1932 بمقرها بمطار الماظة ولقد كان؛ ومنذ ذلك التاريخ ومعهد مصر للطيران مستمر في اداء رسالتة السامية في تخريج الطيارين (مصريين / وافدين) حتى صدر القرار الجمهورى رقم (2935) لعام 71 بإنشاء هيئة المعهد القومى للتدريب على أعمال الطيران المدني وانضمام معهد مصر للطيران إليها.[6]
- وخلال عام 2007 قامت الكلية المصرية للطيران بالتنسيق مع سلطة الطيران المدني المصرى ( E.C.A.A ) وتحت إشراف المنظمة الدولية للطيران المدني لتكون الكلية المصرية للطيران مركزا إقليميا معتمدا من منظمة الطيران المدني الدولي بمنطقة الشرق الاوسط وأفريقيا وذلك طبقا لأحدث برامج التدريب العالمية في مجال الطيران.[6]

## الرسالة
الأكاديمية المصرية للطيران مؤسسة تعليمية متخصصة تعمل في المجال التعليمي والبحثي والتجاري لإمداد سوق العمل المتخصص في مجال الطيران بالكوادر البشرية المؤهلة وتحقيق التكامل التدريبي المستمر والمتناسب مع التكنولوجيا السائدة والمتوقعة والقيام بالأبحاث والاستشارات التي تؤهل لتطبيق النماذج الرشيدة للنهوض بالصناعة مع مراعاة التأثيرات البيئية، وتطوير الأنشطة التجارية لتحقيق معدلات عالية النمو مما يساهم في تقديم منتج يسبق توقعات ورغبات العملاء وتعمل بروح الفريق متسمين بالمرونة والتميز والابتكار في إطار من السلامة والأمان.

## الكليات

### الكلية المصرية للطيران
- الكلية المصرية للطيران تقوم بتدريب الطيارين باستخدام أحدث الطائرات والمحاكيات والمعامل والبرامج القياسية الدولية ومدربين مؤهلين ذوى خبرات عالية.
- الكلية المصرية للطيران ذات التاريخ العريق والخبرة العالمية تقدم التأهيل العلمي والعملي للطيارين لتخريج الكوادر القادرة علي تحمل مسؤوليات العمل لدي شركات الطيران بمصر والعالم والمسلحين بعلوم الطيران بجانب الخبرات والمعرف التطبيقية.[7]
- حصلت الأكاديمية علي اعتراف واعتماد منظمة الطيران المدني الدولي لجميع كلياتها كمركز إقليمياً للتدريب لمنطقة أفريقيا والشرق الأوسط وهي أول أكاديمية تحصل علي هذا الاعتمادها لجميع كلياتها متفردة وكذا اعتمادها لتدريس طب الطيران لتصبح أول دولة تتبني هذا التخصص الدقيق بعد أن كان قاصراً علي معاهد الطيران الحربي.[7]

### كلية المراقبة الجوية
- كلية المراقبة الجوية من الكليات المتخصصة في مجال تاهيل ضباط المراقبة في مصر والشرق الأوسط وأفريقيا.[8]
- وقد بدء التدريب منذ عام 1963 وتقوم باعداد وتدريب ضباط المراقبة الجوية المؤهليين لادارة الحركة الجوية وكذا الكوادر الأخرى في مجالات خدمات الحركة الجوية وذلك طبقا للمعايير الدولية المنصوص عليها بواسطة المنظمة الدولية للطيران المدني (ICAO).[8]
- وتتضمن الدراسة بالكلية:

جميع الدورات والإجازات في مجالات خدمات الحركة الجوية (المراقبه الجويه، عمليات الاتصالات، خدمه معلومات الطيران، النقل الجوى).

### كلية الدراسات المتخصصة
- أنشئت كلية الدراسات المتخصصة بالأكاديمية المصرية لعلوم الطيران عام 2006 لخدمة مجتمع الطيران، فهى معنية بتدريس كل ما يتعلق بقطاع الطيران في كافة التخصصات دورات طب الطيران وإدارة المطارات وشركات الطيران إدارة وعمليات الطيران ودورات أمن الطيران وهندسة وصيانة الطائرات، وهندسة وتكنولوجيا الطائرات وصيانة أجهزة الاتصالات الجوية واقتصاديات الطيران.[6]
- وقد تم اعتمادها كمركز للتميز من قبل منظمة الطيران المدني الدولي، كما أنها تساعد على تطوير المعرفة بالعمل الخاص بمجال الطيران عن طريق البحث والتدريب، وقد تم تطوير الكلية من خلال تجهيزها بأحدث أجهزة التدريب ومعامل محاكاة إدارة الحركة الجوية، التي تتماشى مع أحدث التقنيات المتاحة دوليا لتصبح بذلك واحدة من أفضل الكليات المتخصصة في مجال إدارة الحركة الجوية.[6]

## المعاهد

### معهد الهندسة وتكنولوجيا الطيران
- كان من قبل وأثناء فترة الفريق شفيق كانت هذه الكلية تتبع وزارة الطيران المدني ثم جاءت وزارة التعليم العالى في 2011 وطلب ضمها اليها حيث أنها جهة تعليمية ولكن بما أنها جهة تعليمية وتخصصية بالنسبة للهندسة الطيران فتم عودتها مرة أخرى إلى وزارة الطيران المدني لكى تشرف على التدريس والتعليم وتخرج الطلبة منها وبهذا يكون لها أهمية تخصصية من حيث المهنة.
- إن الأكاديمية كانت تفتقد الجانب البحثي مسبقًا، وبعودة معهد الهندسة وتكنولوجيا الطيران إمبابة اكتمل المفهوم الكامل للأكاديمية.
- الأكاديمية حصلت منذ 4 أشهر ماضية على اعتراف بشهادة معهد الهندسة وتكنولوجيا الطيران من اتحاد المهندسين العرب، بحيث يصبح خريجو المعهد لا يحتاجون أي معادلة خارجية بعد الفترة الدراسية بالمعهد.
- إن خريج معهد الهندسة له الحق في الالتحاق بنقابة المهندسين فور تخرجه، بالإضافة إلي أن أقسام الكهرباء والميكانيكا بالمعهد تدخل في البرنامج الخاص بهم إجازة صيانة الطائرات، التي تؤهل الخريج للعمل في السوق الطيران ومصر للطيران[6]

## الأسطول
يتكون اسطول الاكاديميه من نحو 50 طائره مجهزه بأحدث أنظمة الطيران (سيسنا 152 ، سيسنا 172 ، طائرات متعددة المحركات B-58 مروحية) كما تنفرد الاكاديميه بوجود 4 طائرات نفاثه خفيفه من طراز (Cessna Citation Mustang 510) والمخصصه للاغراض التدريبيه.

## الملكية
الاكاديمية هي شركة مملوكة للدولة (100٪)، تحت رعاية وزارة الطيران المدني في مصر والمعتمدة من قبل وزارة التعليم العالي